# 孔雀座ι
孔雀座ι，又名CP-62 5797，HD 165499、SAO 254157、HR 6761，是孔雀座的一颗恒星，视星等为5.49，位于銀經332.21，銀緯-19.17，其B1900.0坐标为赤經18h 1m 8.5s，赤緯-62° -19.17′ 21″。